# Campo vettoriale solenoidale
Nel calcolo vettoriale, un campo vettoriale {\displaystyle \mathbf {V} } continuo in un insieme aperto {\displaystyle A\subset \mathbb {R} ^{3}} si definisce solenoidale se il flusso attraverso una qualsiasi superficie chiusa {\displaystyle S\subseteq A} è nullo.
{\displaystyle \int _{S}\mathbf {V} \cdot {\hat {n}}\,\mathrm {d} \sigma =0.}
Equivalentemente, si può affermare che il campo vettoriale {\displaystyle \mathbf {V} } è solenoidale se il flusso di {\displaystyle \mathbf {V} } attraverso una qualsiasi superficie {\displaystyle S\subseteq A} dipende solo dal bordo della superficie.

## Descrizione
Il nome deriva dal fatto che il campo magnetico, che è solenoidale, può essere creato da delle bobine (dette appunto solenoidi) quando vengono percorse da corrente; nel caso della fluidodinamica il movimento di un fluido in un anello chiuso genera un campo solenoidale.
Spesso si definisce erroneamente solenoidale un campo vettoriale la cui divergenza sia uguale a zero in tutto il dominio. In questo caso si dovrebbe dire piuttosto che il campo è indivergente. Si dimostra che se un campo vettoriale di classe {\displaystyle C^{1}} in un aperto {\displaystyle A\subset \mathbb {R} ^{3}} è solenoidale allora è anche indivergente ma non sussiste l'implicazione inversa. Infatti basta pensare al campo elettrico generato da una carica puntiforme {\displaystyle Q} posta nell'origine del sistema di assi coordinati: il campo è indivergente in tutto il suo dominio (che è {\displaystyle \mathbb {R} ^{3}-\{\mathbf {0} \}}) ma il suo flusso attraverso una qualsiasi superficie chiusa contenente la carica, per il teorema di Gauss, è uguale a {\displaystyle Q/\varepsilon _{0}}. Affinché un campo indivergente sia solenoidale si deve aggiungere l'ipotesi che il dominio in cui esso è definito sia a connessione superficiale doppia e che in sostanza valgano le condizioni per Gauss-Green.
Poiché la divergenza del campo è nulla, è possibile definire un potenziale vettore {\displaystyle \mathbf {A} }, il cui rotore sia appunto il campo, ossia:
{\displaystyle \mathbf {V} =\nabla \times \mathbf {A} .}
L'operazione è permessa dal fatto che la divergenza di un rotore è sempre nulla.
Un malinteso molto comune prevede che le linee di flusso di un campo solenoidale formino sempre percorsi chiusi (eventualmente all'infinito). Questa condizione, seppur sufficiente per un campo solenoidale, non è strettamente necessaria.